# Ayhan Akman
Ayhan Akman (Inegöl, 23 februari 1977) is een Turks voormalig voetballer en voetbalcoach. Zijn voormalige clubs zijn Inegölspor, Gaziantepspor, Beşiktaş J.K. en Galatasaray SK.
Ayhan Akman is eveneens de vader van voetballers Efe Akman en Hamza Yiğit Akman en oom van voetballer Ali Akman.

## Clubcarrière

### İnegölspor
Akman begon zijn voetbalcarrière bij İnegölspor. Hij was 16 jaar oud toen hij doorbrak in het eerste elftal, vanwege zijn techniek en inzicht.

### Gaziantepspor
In het seizoen 1994-1995 (17 jaar oud) werd hij getransfereerd door Gaziantepspor. Hij diende als centrale middenvelder en begon met het dragen van nummer 10 . In vier jaar tijd maakte hij onder het shirt van Gaziantepspor veel indruk. Hij speelde 112 wedstrijden, en vond hierin 27 keer het net.

### Besiktas J.K.
In het seizoen van 1998-1999 (21 jaar oud) werd hij voor een clubrecord getransfereerd door Beşiktaş JK voor $ 8.750.000 dollar. Hij was drie jaar actief voor "De Zwarte Adelaars" en trof 19 keer het doel in 75 wedstrijden. Ayhan zou het team verlaten in verband met een blessure. Hij speelde toen onder Christoph Daum.

### Galatasaray S.K.
In het seizoen 2001 werd Mircea Lucescu trainer van Galatasaray SK. Gheorghe Hagi had zijn voetbalschoenen opgeborgen, Okan Buruk en Emre Belözoğlu vertrokken naar Inter Milaan. Om hun vertrek op te vangen werd onder meer Akman door Galatasaray aangetrokken. Ayhan was hersteld van zijn blessure en begon weer zijn oude vorm aan te nemen. Zijn betere spel leverde hem een vaste plek in het team op. Hij staat bekend om zijn techniek en zijn werklust. Ayhan is een middenvelder die het niet schuwt om een fysieke duel aan te gaan, daarom is hij altijd bereid om het maximale eruit te halen tijdens wedstrijden. Hij pept zijn medespelers op en coacht veel binnen het veld. Dat hij hierdoor de aanvoerdersband draagt is niet verwonderlijk. In het seizoen 2010-2011 speelt hij met rugnummer 18. Hij vond tot nu toe 49 keer het net in 385 Süper Lig wedstrijden.

## Clubs
- Inegölspor (jeugd)
- Gaziantepspor (1994-1998)
- Beşiktaş (1998-2001)
- Galatasaray (2001-2012)

## Nationale voetbalelftal
- Turkije U15 3 (0) 1991-1992
- Turkije U16 8 (0) 1992-1993
- Turkije U17 5 (1) 1993
- Turkije U18 15 (3) 1994-1995
- Turkije U21 12 (4) 1995-1998
- Turkije 22 (0) 1998-2009

## Erelijst
- 1 keer Turks kampioen met Beşiktaş JK 1998
- 3 keer Turks kampioen met Galatasaray (2001-02) (2005-06) (2007-08)
- 1 keer Turkse beker met Galatasaray
- 1 Turkse Super Cup met Galatasaray
- 1 Presidenten Cup 1998 Beşiktaş JK

1 Reçber ·
2 Havutçu ·
3 Temizkanoğlu  ·
4 Akyel ·
5 Özalan ·
6 Erdem ·
7 Buruk ·
8 Kerimoğlu ·
9 Şükür ·
10 Yalçın ·
11 Korkut ·
12 Çatkıç ·
13 Özköylü ·
14 Kaya ·
15 Izzet ·
16 Penbe ·
17 Derelioğlu ·
18 Akman ·
19 Ercan ·
20 Ünsal ·
21 Tuncay ·
22 Davala ·
Coach: Denizli
1 Reçber ·
2 Servet ·
3 Balta ·
4 Zan ·
5 Emre Belözoğlu  ·
6 Mehmet Topal ·
7 Mehmet Aurélio ·
8 Nihat ·
9 Şentürk ·
10 Karadeniz ·
11 Metin ·
12 Zengin ·
13 Emre Güngör ·
14 Turan ·
15 Emre Aşık ·
16 Boral ·
17 Tuncay Şanlı ·
18 Kâzım-Richards ·
19 Akman ·
20 Sarıoğlu ·
21 Erdinç ·
22 Altıntop ·
23 Demirel ·
Coach: Terim